# Zipa

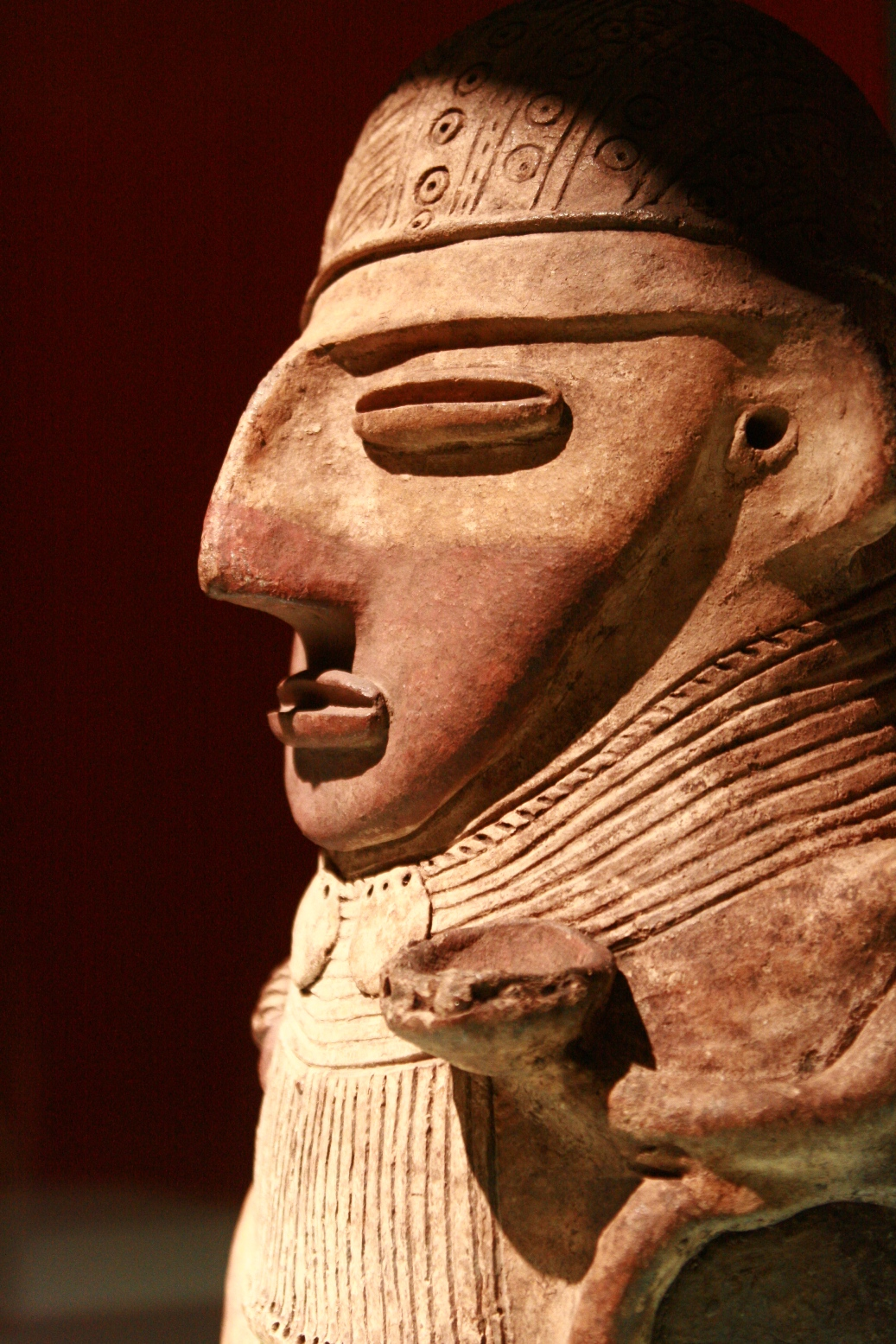
Escultura muisca de un zipa sin identificar (Museo del Oro de Bogotá).

Zipa era el título de nobleza dado por los muiscas al gobernante supremo del Zipazgo, una de las divisiones administrativas más importantes de la Confederación Muisca. Se suele utilizar la expresión "Zipa de Bacatá", puesto que la sede de gobierno del Zipazgo se encontraba en Funza, capital del Zybyn de Bacatá, que abarcaba gran parte del territorio de la actual ciudad de Bogotá, capital de Colombia.
El Zipa era considerado descendiente de Chia (la Luna), de la misma manera que el Zaque era considerado descendiente de Xuá (el Sol). El Zipa tenía autoridad absoluta sobre el gobierno del Zipazgo. A su cargo estaba la dirección administrativa, el mando del ejército, la creación, reforma y aplicación de las leyes, y buena parte de los asuntos religiosos. Es así como, por ejemplo, los chyquy (sacerdotes muiscas) debían ser investidos por la autoridad del Zipa. La única persona que podía ejercer autoridad sobre el Zipa era el Chyquy-Zibyntyba de Iraca, a quien se consideraba sucesor del Venerable Bochica, mientras que el único poder en igualdad de condiciones frente al del Zipa era el del Zaque, que en un principio había sido superior.

## Sistema de sucesión
El trono del Zipa era hereditario, pero el sistema de sucesión (que aplicaba para todos los casos de sucesión entre los muiscas) no era patrilineal, sino matrilineal; es decir, que quien heredaba el trono no era el hijo del anterior Zipa, sino su sobrino, hijo de su hermana, o de la mayor de sus hermanas. En caso de que, por alguna razón, no fuera posible que el sobrino del Zipa heredara el trono, los que seguían en la línea sucesoria eran los hermanos y los hijos del Zipa, en ese orden. De lo contrario (es decir, en la mayoría de los casos), los hijos heredaban solamente los bienes muebles de su padre. La razón por la que los sucesores fueran los sobrinos era que entre los muiscas existía la práctica de la poligamia, de modo que cada hombre podía tener el número de tygüi (esposas, o consortes) que fuera capaz de mantener, por lo que la única forma de asegurar que el heredero fuera de la misma sangre que su padre era que fuera el hijo de su hermana. 

### Educación del Psihipqua
Al príncipe heredero del trono, conocido como Psihipqua, se le educaba desde su infancia en un aislamiento total del mundo, al interior del templo de la diosa Chie (la Luna), en el actual municipio de Chía (Cundinamarca), bajo la tutela y el cuidado de los más respetados chyquy (sacerdotes) y protegido por una guardia de güechas (guerreros muiscas) cuidadosamente seleccionados. En el templo, el Psihipqua debía permanecer seis años, durante los cuales le estaba prohibido salir en el día; solo podía salir por las noches para contemplar la luna y meditar, y siempre vigilado por sus güechas. Tampoco le estaba permitido comer carne ni alimentos con sal o ají, y no podía tener ningún tipo de contacto con mujer alguna. Este era un proceso de iniciación en el que el futuro Zipa debía aprender los misterios de la religión y de la astrología muisca, así como la manera adecuada de comportarse y de hablar, sin ser contaminado por el influjo de sus vasallos. Al terminar los seis años de abstinencia, al Psihipqua se le investía como Utatiba de Chía, dignidad en la que debía permanecer, como descendiente de la diosa Chie, hasta que el trono del Zipa quedara vacante. Como Utatiba de Chía, el heredero del Zipazgo debía aprender el arte de gobernar, después de haber aprendido los misterios de la religión y de la astronomía.
Cuando el español Gonzalo Jiménez de Quesada se entrevistó con el Zipa Zaquesazipa en el poblado de Bosa, por medio de un intérprete muisca, quedó altamente impresionado por la elegancia en los modales del Zipa, así como por el refinamiento de las palabras con que se expresaba, con lo que notaba una gran diferencia entre el comportamiento del Zipa y el de los muiscas del común. No obstante, Zaquesazipa no había sido educado como Psihipqua (heredero del trono), pues no era el sobrino sino el hermano del anterior Zipa, Tisquesusa, y era considerado por la mayor parte de la nobleza muisca como un usurpador del trono, siendo el Psihipqua legítimo su sobrino, Chiayzaque.

## Ceremonia de El Dorado

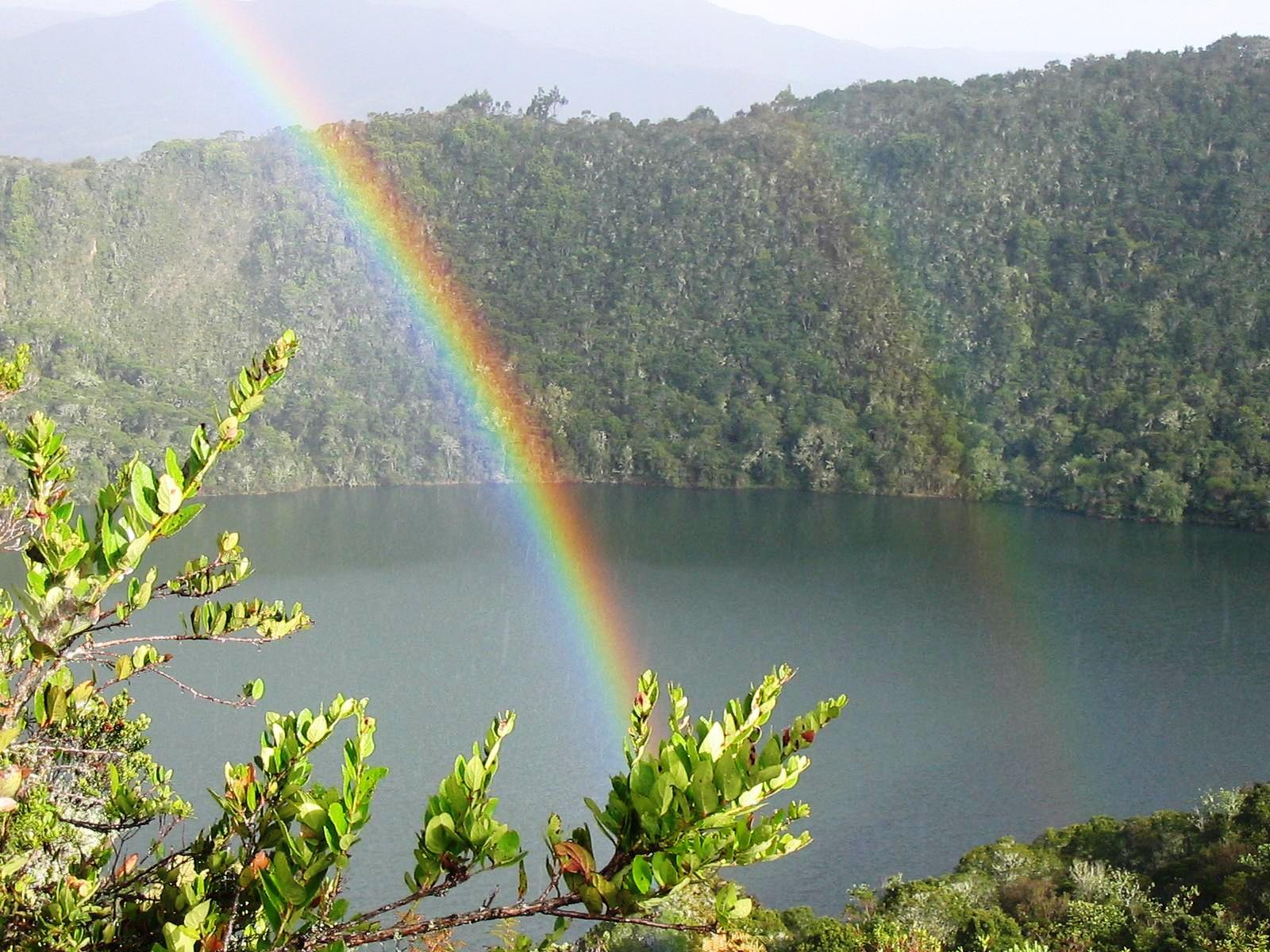
Laguna de Guatavita.

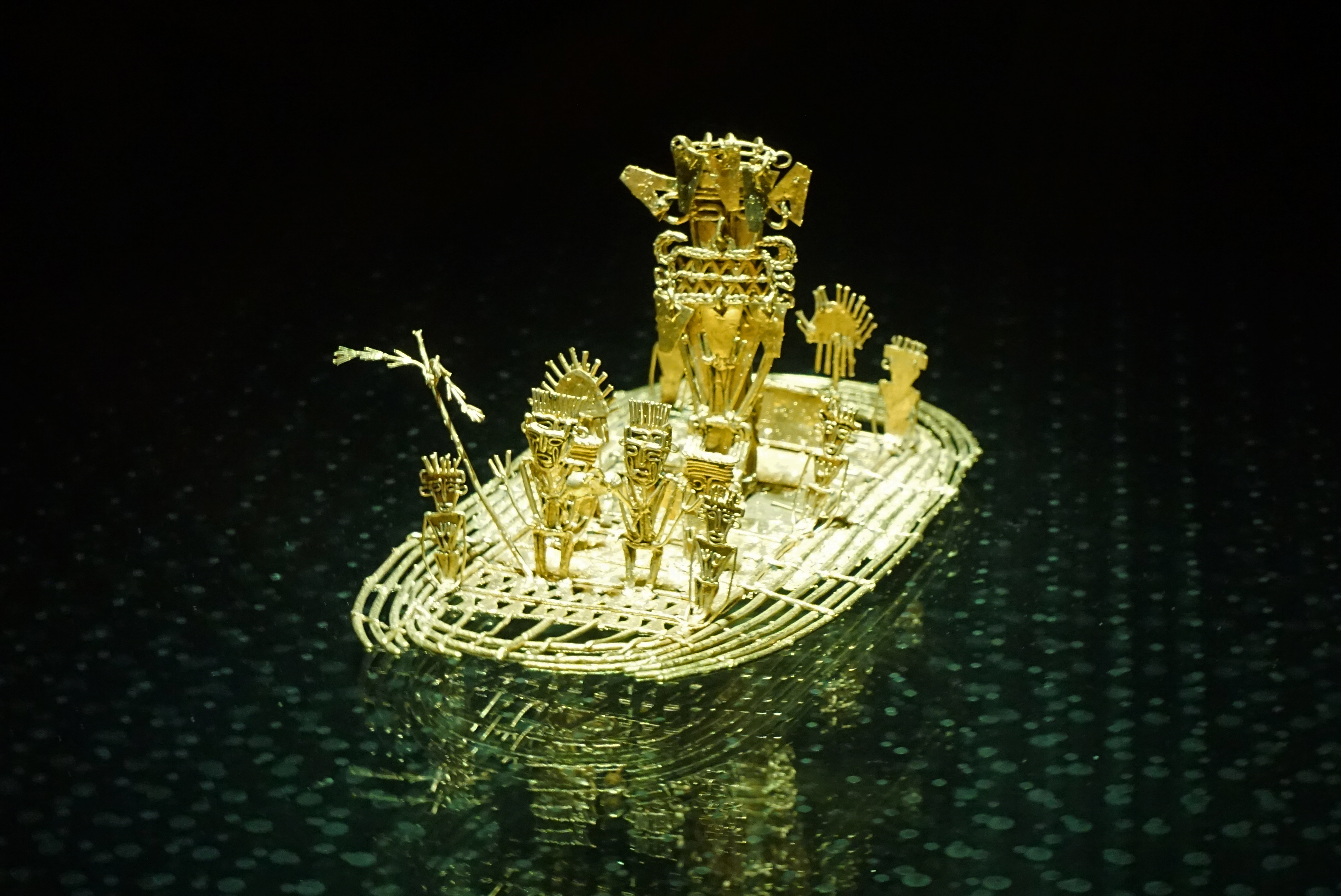
La Balsa Muisca es una figura de oro que representa la ceremonia de El Dorado, que tenía lugar en la Laguna Sagrada de Guatavita. En la actualidad, esta pieza se encuentra resguardada en el Museo del Oro de Bogotá, y es considerada un símbolo de Colombia y de la identidad cultural de los colombianos.

En la ceremonia muisca de El Dorado, o Eldorado, que tenía lugar en la Laguna Sagrada de Guatavita, el Psihipqua tomaba posesión del trono del Zipazgo, con lo que adquiría la dignidad de Zipa. La descripción que en 1636 hizo el cronista Juan Rodríguez Freyle en su libro Conquista y Descubrimiento del Nuevo Reino de Granada, más conocido como El carnero, recoge el testimonio de algunos muiscas que habían vivido antes de la llegada de los españoles.
Después del proceso previo por el que tenía que pasar el Psihipqua, heredero del trono del Zipazgo, éste debía ir a la Laguna Sagrada de Guatavita a ofrendar a los dioses. En la orilla de la laguna estaba preparada una balsa de juncos, aderezada y adornada de manera vistosa. En la balsa había cuatro braseros encendidos en los que se quemaba mucho moque, que era el sahumerio de los muiscas, y trementina, con otros muchos y diversos perfumes. Alrededor de la laguna permanecían, como espectadores, toda la nobleza, los principales gobernantes y muchos vasallos, así como los güechas (guerreros) y los chyquy (sacerdotes), adornados cada uno con sus mejores galas y con muchas antorchas encendidas a la redonda. Cuando llegaba el Psihipqua, lo desnudaban completamente, le untaban en todo el cuerpo aceite de trementina y lo espolvoreaban con oro en polvo, de tal manera que su cuerpo quedaba totalmente dorado. Luego se subía en la balsa, en la cual iba de pie, y a sus pies ponían un gran montón de tunjos de oro (figurillas que representaban a los dioses) y esmeraldas, como ofrendas para los dioses. En la balsa entraban los cuatro principales Uzaques (nobles de sangre pura), también desnudos, y cada cual llevaba su ofrecimiento. Una vez que partía la balsa, muchos hombres que estaban en la orilla comenzaban a tocar instrumentos musicales: cornetas, fotutos, entre otros, y todos los asistentes aclamaban al Psihipqua hasta que la balsa llegaba al centro de la laguna. En ese momento, se alzaba una bandera, que hacía la señal para el silencio. Entonces el Psihipqua hacía su ofrecimiento a los dioses, arrojando todo el oro y las esmeraldas a la laguna, y los Uzaques que iban con él hacían lo mismo con sus ofrecimientos. Después, el Psihipqua se sumergía en el agua para que el oro en polvo se desprendiera también como ofrecimiento a los dioses. Cuando acababan, se bajaba la bandera, que durante el ofrecimiento había permanecido alzada, y partiendo la balsa de nuevo hacia la orilla, se alzaba un griterío con música y danzas alrededor de la laguna, con lo que quedaba investido el nuevo Zipa.

## Ceremonial y protocolo
Las personas del común no podían mirar al Zipa al rostro. Si el Zipa pasaba por algún lugar, los presentes debían girarse de espaldas o ponerse de rodillas e inclinarse hasta tocar el suelo con la frente. Incluso los nobles que, por su dignidad, podían permanecer sentados o de pie, debían, aun así, mantener la cabeza baja. Por lo demás, la reverencia era usual como saludo y señal de respeto entre los muiscas, de modo que les causaron una profunda impresión los modales toscos de los españoles.
Cuando el Zipa necesitaba escupir, se lo indicaba a uno de los nobles, que respetuosamente se acercaba, arrodillándose con un trapo de algodón fino en las manos para que el Zipa escupiera sobre él, pues se consideraba que algo tan sagrado como la saliva del hijo de Chie (la Luna) no debía caer en el suelo. El que recogía la saliva del Zipa se retiraba muy satisfecho, al considerar que había recibido un gran honor.
El Zipa era transportado en andas de madera fina cubierta con láminas de oro, sentado sobre una silla, también de oro. Siempre le precedían unos criados encargados de despejar el camino, quitando las piedras que pudieran obstaculizar la marcha. El honor de ser transportado en andas era concedido por el Zipa a muy pocas personas, y solo en casos especiales, como reconocimiento por importantes servicios prestados.
Ningún hombre, de la condición social que fuera, podía presentarse ante el Zipa sin ofrecerle un regalo cada vez que lo visitaba, y en las ocasiones especiales los regalos debían ser abundantes.

### Jerarquía social
Los muiscas estimaban mucho la pureza de la sangre, de modo que las familias nobles procuraban no mezclarse jamás con los plebeyos, y menos aún con los pueblos de las tierras cálidas, a los que consideraban bárbaros e inferiores. Al interior de todas las familias muiscas aplicaba el sistema de sucesión matrilineal, por lo que el Zipa solo nombraba nuevos gobernadores cuando no había ningún heredero natural, en cuyo caso nombraba a un general de los güechas.

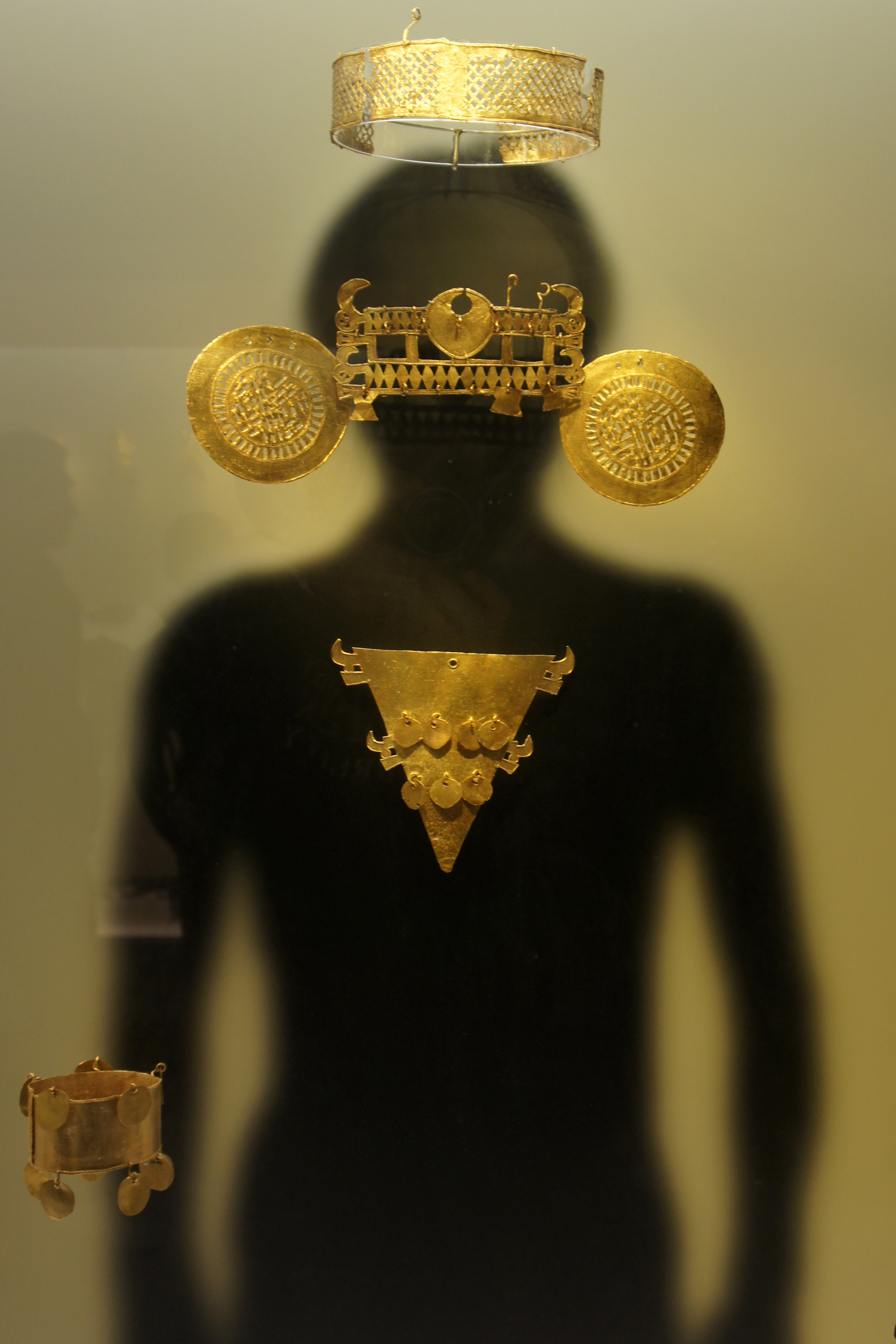
Algunos ornamentos de un gobernante muisca en el Museo del Oro de Bogotá.

En el muysccubun (idioma muisca) hay un amplio vocabulario para designar los rangos de jerarquía, organizada, en términos generales, de la siguiente manera:
1. Zipa: Gobernante absoluto del Zipazgo.
2. Psihipqua: Príncipe de sangre (heredero del trono).
3. Uzaque: Noble de sangre pura con poder feudatario y un enorme poder militar.
4. Zibyntyba: Capitán mayor, gobernante de una parcialidad territorial intermedia conocida como Zybyn.
5. Utatiba: Capitán menor, gobernante de una parcialidad territorial menor conocida como Uta.
6. Chyquy: Sacerdote muisca.
7. Pabahue: Amo y señor.
8. Uaia: Ama y señora.
9. Paba: Literalmente: "padre", pero también designaba a alguien con autoridad sobre otras personas.
10. Hue: Señor, o jefe.
11. Güecha: Guerrero.
12. Cupqua: Vasallo.
13. Ubata: Siervo comisionado para alguna misión especial.
14. Tyuquyne: Mensajero.
15. Chuta: Criado.
16. Bospquaoa: Criado del servicio doméstico.

### Matrimonio
En todas las capas de la sociedad muisca era común la poligamia. Un hombre podía tener el número de tygüi (esposas) que fuera capaz de sustentar, por lo que los gobernantes muiscas eran los que más esposas podían tener, aunque siempre había una primera consorte, conocida como gui chyty, o güi chyty (en muysccubun, literalmente: "primera esposa"), que tenía prelación sobre las demás.
El Zipa o el Zaque podían llegar a tener hasta 300 tygüi, sin contar con las criadas dispuestas para su servicio y el de sus consortes (el Zipa Tisquesusa llegó a tener 400 tygüi).  Un Zibyntyba común raramente llegaba a tener 100 y, por lo general, un Utatiba contaba con un mínimo de 20 y un máximo de 50 tygüi, mientras que los hombres del común tenían entre ll y lll.
Solo el Zipa, el Zaque y algunos Uzaques (nobles muiscas) podían elegir libremente a la mujer que quisieran como güi (esposa). Cuando el Zipa, el Zaque, o alguno de los Uzaques pedían una doncella a sus padres, éstos la se la llevaban de inmediato, pues consideraban el hecho como un gran honor para su familia. Durante algunos días, la recién llegada debía andar completamente desnuda y trabajar en el servicio de la casa, hasta que el esposo decidiera acostarse con ella. A partir de ese momento, podía vestirse y ser admitida como una de sus tygüi.
Se imponían altísimas multas en tributos a las familias de las tygüi que cometieran alguna falta, si el esposo era el Zipa, el Zaque o algún Uzaque o Zibyntyba. Por otra parte, el Zipa y el Zaque raramente escogían a mujeres que no pertenecieran a la nobleza de los Uzaques.

### Ceremonia funeraria
Cuando el Zipa moría, un grupo de chyquy embalsamaba su cuerpo llenando las cavidades de las entrañas con resina derretida. Después envolvían el cadáver en ricas mantas y lo metían en el interior de un tronco de palma hueco, tapizado con láminas de oro por dentro y por fuera. Luego le llevaban a la sepultura, en un panteón secreto que le tenían destinado desde el día de su advenimiento al trono.

## Dominio territorial

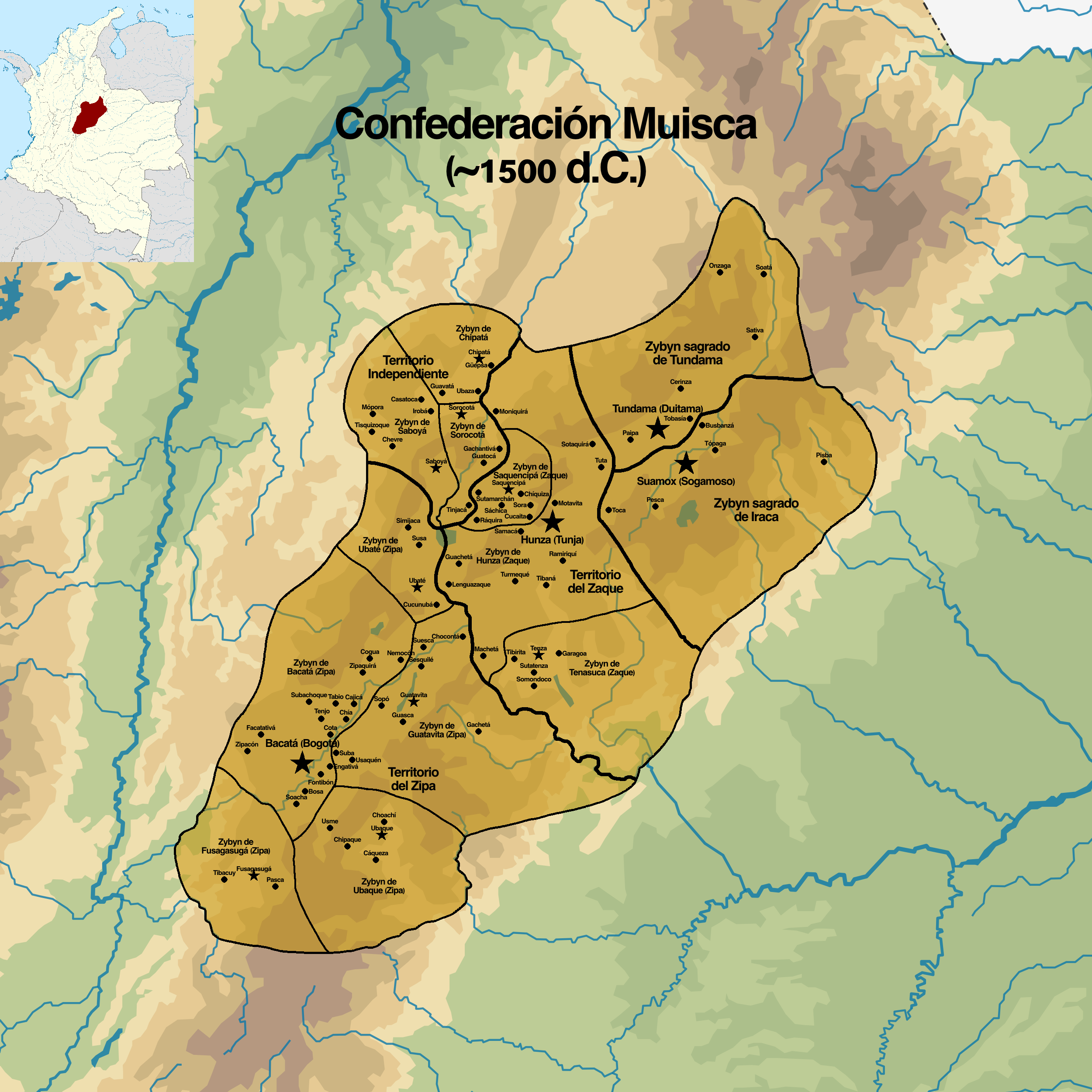
Mapa de la Confederación Muisca, en el que se muestra el territorio del Zipazgo en color verde claro.

En el altiplano cundiboyacense, en el área central del Departamento de Cundinamarca, y en parte de las vertientes oriental y occidental de la Cordillera Oriental, estaban asentados los muiscas del Zipazgo, es decir, gobernados por el Zipa. Durante la Colonia española, prácticamente todos los territorios sujetos al Zipa conformaron la provincia de Santafé de Bogotá, salvedad hecha de las áreas muiscas de Chiquinquirá y Saboyá, que entraron a formar parte de la provincia de Tunja.
| Zybyn               | Uta |
| ------------------- | --- |
| Zybyn de Bacatá     | Bacatá, Chía, Funza, Engativá, Fontibón, Facatativá, Cogua, Tenjo, Subachoque, Tabio, Cota, Cajicá, Zipaquirá, Nemocón, Bosa, Zipacón y Soacha. |
| Zybyn de Guatavita  | Guatavita, Sesquilé, Guasca, Sopó, Usaquén, Tuna, Suba, Teusacá, Gachetá, Chocontá y Suesca.                                                    |
| Zybyn de Ubaque     | Ubaque, Choachí, Chipaque, Cáqueza y Usme. |
| Zybyn de Ubaté      | Ubaté, Cucunubá, Simijaca, y Susa. |
| Zybyn de Fusagasugá | Fusagasugá, Pasca y Tibacuy. |

### Propiedades personales del Zipa

#### Sede de gobierno
- La sede oficial del gobierno del Zipazgo estaba en Funza, capital del Zybyn de Bacatá.[1]

#### Casas de recreo
Los Zipas tenían varias casas de recreo diseminadas a lo largo del territorio del Zipazgo. Las principales fueron:
- Casa principal de recreo en Tenaguasa (Tena), a donde iban los Zipas a bañarse y divertirse con sus tygüi.
- Casa de recreo de Tabio, a donde iban a bañarse en las aguas termales.
- Casa de recreo de Teusaquillo, a donde iba a refugiarse cuando la Sabana de Bogotá se inundaba como consecuencia de lluvias desmedidas.
- Casa de recreo del Salto del Tequendama, que estaba ubicada pasando las cataratas, en las tierras cálidas. En esta casa de recreo, conocida por los españoles como "La Casa del Monte", tuvieron lugar los acontecimientos conocidos sobre la vida del Zipa Meicuchuca.[16]

## Lista de los Zipas
| Zipa          | Años de reinado | Breve descripción                                                                                           |
| ------------- | --------------- | --- |
| Meicuchuca    | c. 1450-1470    | Lo poco que se conoce sobre su vida pertenece más a un tipo de relato legendario que histórico.             |
| Saguamanchica | 1470-1490       | Se concentró en la expansión territorial del Zipazgo mediante la conquista militar.                         |
| Nemequene     | 1490-1514       | Aplastó las rebeliones al interior del Zipazgo y creó el Código de Nemequene.                               |
| Tisquesusa    | 1490-1538       | Durante su reinado llegaron los españoles al territorio muisca. Fue asesinado por los mismos en Facatativá. |
| Zaquesazipa   | 1538-1539       | Último Zipa. Fue sometido a tortura por parte de los españoles, muriendo a causa de las heridas.            |

El último heredero legítimo al trono del que se tiene conocimiento fue Chiayzaque, Utatiba de Chía.